# Georges Ivanovitch Gurdjieff
Georges Ivanovitch Gurdjieff (în ortografierea franceză, în rusă Георгий Иванович Гюрджиев, transliterat în limba română Gheorghi Ivanovici Ghiurdjiev, n. 13 ianuarie 1866, Alek’sandrapol, Armenia – d. 29 octombrie 1949, Neuilly-sur-Seine, Seine, Franța) a fost un filosof, pedagog, coreograf și compozitor greco-armean stabilit în Franța. Mistic ca orientare, el a inițiat o mișcare cu trăsături religioase.

## Viața
Gurdjieff s-a născut în cartierul grecesc al orașului Alexandropol (azi Gyumri) din partea rusească a Armeniei, probabil în anul 1866. Tatăl era grec, mama armeancă. Despre copilăria și tinerețea sa nu se știe aproape nimic. Se pare că primii ani ai maturității și-i petrece călătorind prin Africa de nord, Orientul Mijlociu, India și mai ales Asia Centrală.
În 1913 se stabilește la Moscova, unde își desfășoară activitatea de pedagog. După izbucnirea Revoluției din Octombrie se refugiază în Georgia. La Tbilisi fondează împreună cu un cerc de adepți "Institutul de Dezvoltare Armonioasă a Omului", în 1919. În 1922 gruparea își mută reședința la Fontainebleau. Cercul format în jurul lui Gurdjeff cuprinde de la înființare mai multe personalități importante ale vremii și trăiește într-o comunitate cu unele trăsături monastice, în care sunt discutate scrierile mentorului carismatic. Viața comunității este structurată de exerciții rituale, adeseori însoțite de muzica lui Gurdjieff. Datorită preocupărilor muzicale și coreografice grupul devine cunoscut pe scenele din Franța (începând cu 1923) și din Statele Unite ale Americii (din 1924). Un important rol în popularizarea ideilor lui Gurdjeff în occident îl joacă emulul său P.D. Ouspensky. 
Gurdjeff pleacă în activitatea sa pedagogică de la premiza că omul își petrece viața de obicei într-un somn, care poate fi întrerupt doar prin eforturi considerabile. Odată depășit acest somn spiritual, individul poate ajunge la un nivel superior de conștiință. Doctrina sa este în mare parte esoterică. Centrul de la Fontainebleau este închis în anul 1933, dar Gurdjeff își va continua activitatea pedagogică până la moartea sa, în anul 1949. 
Printre cei mai celebri elevi ai lui Gurdjieff se numără, pe lângă P.D. Ouspensky, Frank Lloyd Wright și Katharine Mansfield.